# Penkove, Bobrîneț
Penkove (în ucraineană Пенькове) este un sat în comuna Novohradivka din raionul Bobrîneț, regiunea Kirovohrad, Ucraina.

## Demografie
Componența lingvistică a localității Penkove
     Ucraineană (99,23%)
     Alte limbi (0,77%)
Conform recensământului din 2001, majoritatea populației localității Penkove era vorbitoare de ucraineană (99,23%), existând în minoritate și vorbitori de alte limbi.